# 包爾紹德-奧包烏伊-曾普倫州
包爾紹德-奧包烏伊-曾普倫州（匈牙利語：Borsod-Abaúj-Zemplén megye，匈牙利語發音：[ˈborʃod ˈɒbɒuːj ˈzɛmpleːn]）是匈牙利東北部的一個州，與斯洛伐克接壤。面積7,249.67平方公里，人口667,594（2015年）。首府米什科尔茨。

## 行政区划

### 区份
- 齐甘德区
- 埃代莱尼区
- 恩奇区
- 根茨區
- 考津茨包尔齐考区
- 邁澤恰特區
- 邁澤克韋什德區
- 米什科爾茨區
- 欧兹德区
- 普特諾克區
- 沙罗什保陶克区
- 沙托劳尔尧乌伊海伊区
- 塞伦奇区
- 锡克索区
- 蒂萨新城区
- 托考伊区

### 市镇
下設1州级市、27鎮、8大村、322村。
1. ↑  nepesseg.com, population data of Hungarian settlements
2. ↑  Regions and Cities > Regional Statistics > Regional Economy > Regional GDP per Capita, OECD.Stats. Accessed on 16 November 2018.